# Megaloxantha

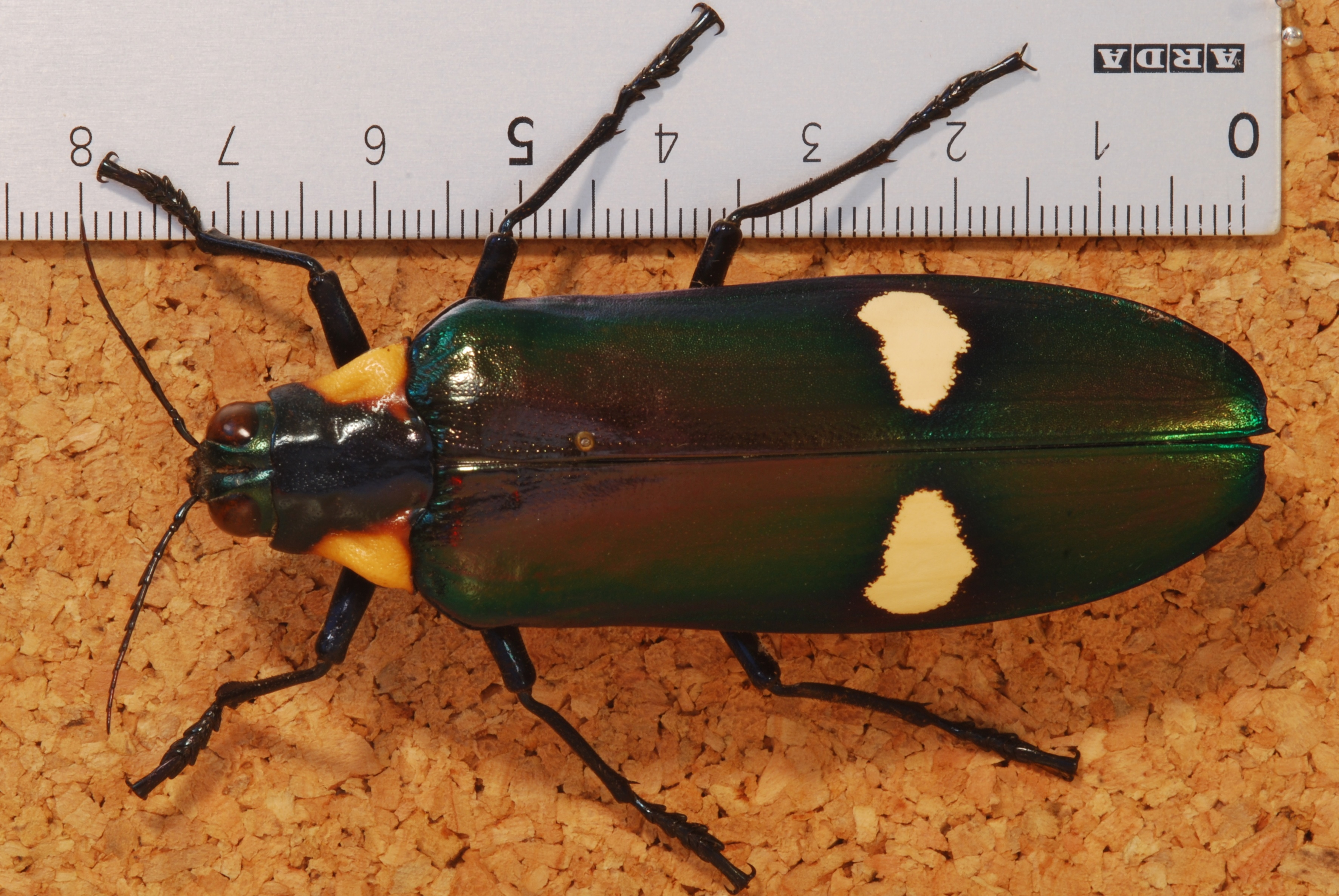
Megaloxantha bicolor luodiana

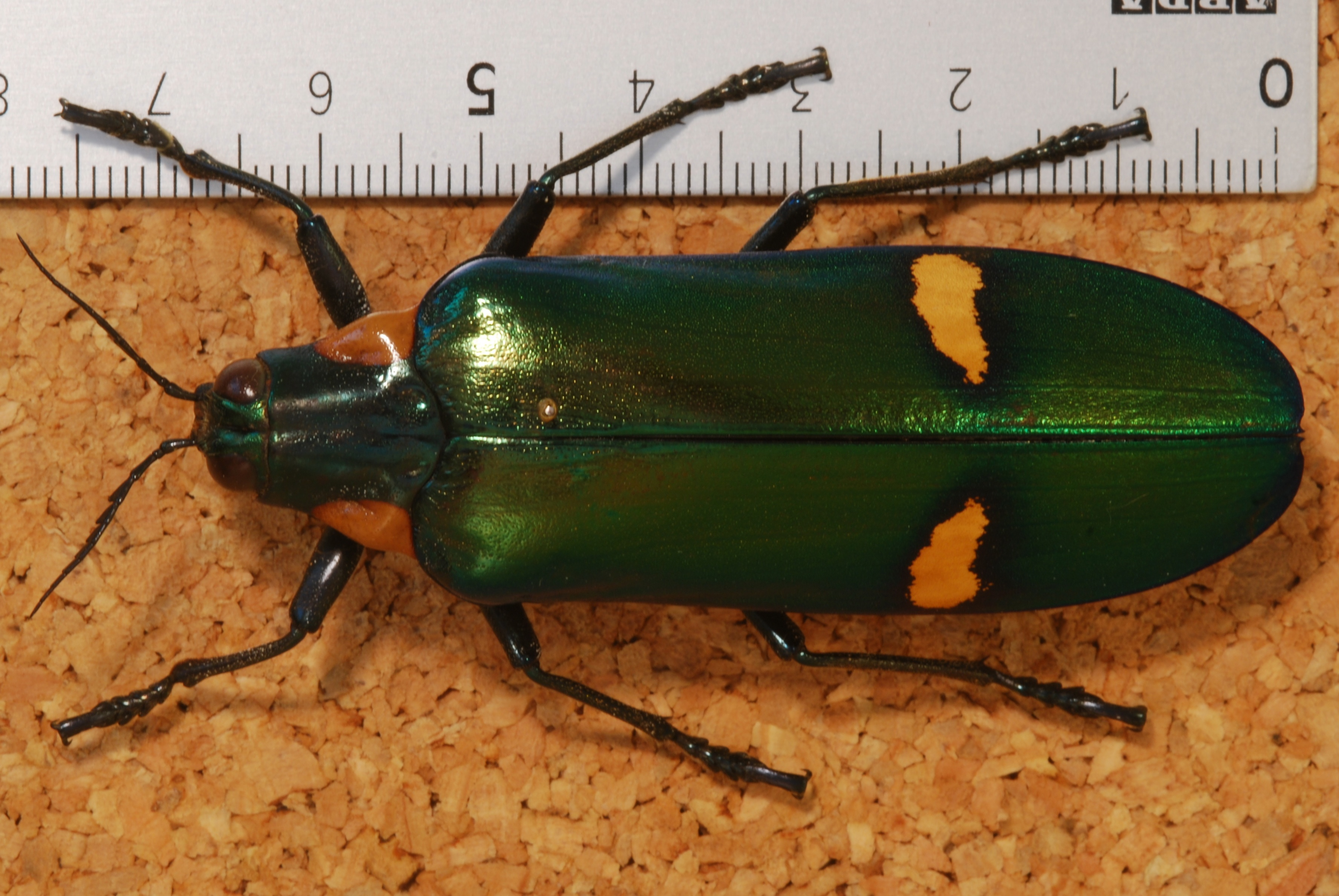
Megaloxantha bicolor nigricornis

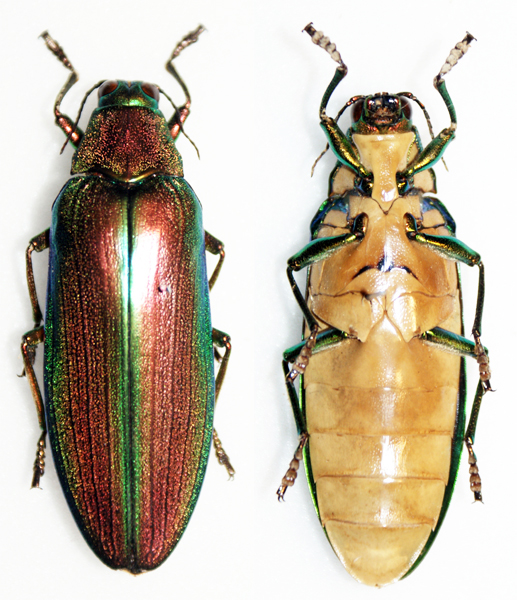
Megaloxantha peninsulae

Megaloxantha (лат.) — род крупных жуков-златок из подсемейства Chrysochroinae. В эту группу входят самые крупные виды семейства жуков-златок (до 75 миллиметров).

## Распространение
Юго-Восточная Азия. Ареал рода охватывает обширную территорию от Индии до Явы и Филиппин, через Индокитай и Малайский полуостров (в том числе, Непал, Бутан, Бирма, Таиланд, Индокитай, Малайский полуостров, Суматра, Ява, Борнео, Палаван, Филиппины). Однако он не был известен на территориях к востоку от линии Уоллеса, которая проходит между Бали и Ломбоком, между Борнео и Сулавеси, а также к югу от Филиппин.
Род Megaloxantha широко распространён в регионах тропических дождевых лесов Индии и Индокитая. В 1993 году впервые обнаружен в Китае: в Гуйчжоу и Хайнане.

## Описание
Род жуков-златок Megaloxantha характеризуется очень крупным телом (Megaloxantha bicolor gigantea до 75 миллиметров), более короткими краевыми килями переднеспинки и расширенным анальным стернитом. Тело субпараллельное или слегка расширенное сзади, металлического цвета, но брюшко всегда желтовато-коричневатое. Голова с выемкой между глазами; наличниковый шов слабо выражен или отсутствует; наличник с глубоко и треугольно выемчатым передним краем; глаза крупные, больше у самцов, чем у самок, с внутренним ободком, скошенным и сходящимся вверху; усики длинные и довольно длинные, доходящие до каждого заднего угла переднеспинки, зубчатые с четвёртого сегмента, причём третий сегмент примерно в три раза длиннее второго, который субглобулярный и самый маленький, каждый зубчатый сегмент с четвёртого длиннее ширины или редко шире, чем длина.
Переднеспинка подтрапециевидный, шире длины; бока более или менее пазушные в переднем направлении, с короткими краевыми килями, не выходящими за середину, хотя иногда они прослеживаются до переднего угла в виде пунктирной линии; передний край субусечённый или слабо бисинуированный (выемчатый), со срединной лопастью слабо выраженной или почти отсутствующей; передние углы острые, иногда резко заострённые в дорсальном аспекте, тупые и опущенные в латеральном аспекте; задний край выемчатый, со срединной долей, широкой и выдающейся; задние углы острые и заострённые; диск несколько депланатный, обычно со следом срединной бороздки, которая иногда полностью отсутствует. Щитик невидимый. Надкрылья длинные и субпараллельные, иногда расширены сзади; диск более или менее ребристые; надкрылья бороздчатые или выемчатые, со швом, граничащим с диском, полностью килеватым и пазушным.
Тело снизу с редкими и малозаметными волосками; простернальный отросток уплощённый, без бороздки или киля; мезо- и метастерны не бороздчатые, шов между ними дугообразный или двулопастной, но иногда горизонтальный посередине. Брюшко снизу уплощённое, анальный стернит уплощённый, едва выпуклый, вершина треугольная, но неглубоко и широко выемчатая у самца, округлая с небольшой выемкой посередине у самки. Ноги довольно стройные и длинные, задние базитарзусы тонкие и примерно такой же длины, как два последующих сегмента вместе взятые; задние тазики широкие и расширенные внутри, с заднемедиальными углами острыми, иногда заострёнными.

## Систематика
Род Megaloxantha насчитывает около 15 видов и подвидов в мировой фауне. Род был впервые выделен в 1902 году бельгийским энтомологом Charles Kerremans (1847—1915) в ранге подрода Chrysochroa (Megaloxantha) Kerremans, 1902. В 2009 году его рассматривали в ранге подрода. Род входит в состав подтрибы  Chrysochroina трибы Chrysochroini Laporte, 1835 из подсемейства Chrysochroinae. Типовой вид рода Buprestis bicolor Fabricius, 1778. Род включают в комплекс Chrysochroa вместе с Catoxantha, Demochroa, Agelia.
- Megaloxantha bicolor (Fabricius, 1775)
  - Megaloxantha bicolor arcuatifasciata Kurosawa, 1978
  - Megaloxantha bicolor gigantea (Schaller, 1783) (=Elater gigantea Schaller, 1783)
  - Megaloxantha bicolor luodiana Yang & Xie, 1993[3]
  - Megaloxantha bicolor nigricornis  (Deyrolle, 1864) (=Catoxantha nigricornis)
  - Megaloxantha bicolor nishiyamai Endo, 1992[9]
  - Megaloxantha bicolor palawanica Kurosawa, 1978
  - Megaloxantha bicolor sakaii Kurosawa, 1991[10]
- Megaloxantha concolor Kurosawa, 1978[2]
- Megaloxantha daleni (van der Hoeven, 1838)
- Megaloxantha descarpentriesi Kurosawa, 1978[2]
  - Megaloxantha descarpentriesi asahinai Kurosawa, 1978
  - Megaloxantha descarpentriesi tamanoae Endo, 1995
- Megaloxantha hemixantha (Snellen van Vollenhoven, 1864)
- Megaloxantha kiyoshii (Endo, 1995)[11]
- Megaloxantha mouhotii (Saunders, 1869)
- Megaloxantha netscheri (Lansberge, 1879)
- Megaloxantha peninsulae  Kurosawa, 1978
- Megaloxantha purpurascens (Ritsema, 1879)